# Кобылий овраг
Кобы́лий овраг — бывшая малая река в районе Дорогомилово Западного административного округа Москвы, правый приток Москвы-реки. Название происходит от слова «кобыла».
Река протекала по сухому оврагу на территории Дорогомиловской ямской слободы. По состоянию на начало 2018 года овраг полностью засыпан, ручей вторично обводнён и заключён в подземный коллектор. Водоток проходит к западу от станции метро «Кутузовская», перпендикулярно Кутузовскому проспекту. Впадает в реку Москву севернее улицы Кульнева, рядом с Проектируемым проездом № 1824. Питание ручья происходит за счёт дренажных и других вод искусственного происхождения.